# Teatro Eduardo Brazão
O Teatro Eduardo Brazão é um teatro português localizado na vila do Bombarral que está classificado como Imóvel de Interesse Público desde 1996.
Em 2021, o Teatro Eduardo Brazão comemorou o seu 100º Aniversário. Para assinalar o centenário, foi preparada uma programação cultural específica e uma série de iniciativas, entretanto adiadas devido à pandemia de COVID-19.

## História
Edificado durante o início do século XX, o teatro foi inaugurado a 27 de Fevereiro de 1921 com a comédia em 5 atos Dom César de Bazan (de Dumanoire e Adolphe d'Ennery), interpretada por um grupo local. Entre os convidados presentes encontravam-se os atores Eduardo Brazão(1851-1925) e Ilda Stichini (1895-1977) que recitaram monólogos. Na década de 1930, depois de terem passado pelo seu palco importantes companhias de teatro nacionais e estrangeiras, o teatro passou a funcionar como cinema. 
Desde 1952 o Teatro é gerido pela União Cultural e Recreativa do Bombarral (UCRB), uma associação cultural sem fins lucrativos reconhecida em 2017 como Utilidade Pública por despacho do Conselho de Ministros, e que é simultaneamente responsável pela sua programação. Dotado de uma acústica ímpar, o Teatro Eduardo Brazão tem uma programação regular e diversificada, levando a palco todos os tipos de artes realizadas em salas de espetáculos, tais como o teatro, a dança, a música, o cinema, a ópera, entre outros, sendo também frequentemente solicitado para a gravação de entrevistas, álbuns e videoclipes. Tendo em conta o potencial dos espaços envolventes à sala principal, o teatro recebe ainda exposições temporárias, nomeadamente de pintura e fotografia.
Ao longo da sua história, têm passado pelo palco do teatro alguns dos maiores ícones da cultura portuguesa, tais como: Vasco Santana, Lucília Simões, António Silva, Laura Alves, Ivone Silva, Maria do Céu Guerra, Camilo de Oliveira, Tozé Martinho, António Calvário, Marina Mota, Carlos Cunha, Luís Zagallo, Sofia Alves, João de Carvalho, Miguel Dias, Luís Aleluia, Noémia Costa, Fernando Mendes, Vítor de Sousa, Carlos Areia, o tenor Carlos Guilherme, o maestro e pianista António Victorino de Almeida, FF (Fernando Fernandes), Miguel Gameiro, Sissi Martins e Rúben Madureira, entre outros.
O edifício já sofreu duas grandes intervenções de restauro, a primeira devido a um ciclone que, em 1941, destruiu a cobertura e teto original da sala. A segunda intervenção, em 2004, foi incentivada pelo então Presidente da República, Dr. Jorge Sampaio, que, após uma visita ao espaço, reconheceu o seu enorme valor patrimonial, cultural e artístico e a necessidade de uma intervenção estrutural que salvaguardasse o futuro do Teatro Eduardo Brazão, que passou a integrar, desde então, a Rede Nacional de Teatros do Ministério da Cultura.
Em Maio de 2010, o teatro recebeu a visita do anterior Presidente da República, Prof. Doutor Aníbal Cavaco Silva, quando do seu Roteiro pelas Comunidades Locais Inovadoras, tendo assistido a um concerto que contou também com a presença da então Ministra da Cultura, Gabriela Canavilhas.

## Arquitetura
Trata-se de um de dois exemplares com a forma de ferradura, com o mesmo design e traçado de projeto, existentes em toda a Europa[carece de fontes?].
O teatro tem uma capacidade de 300 lugares, distribuídos pela plateia, frisas, balcão e 2 pisos de camarotes, beneficiando ainda de um amplo foyer, salão nobre e fosso de orquestra. Na sala principal, bem como em outros espaços para o público, são utilizados elementos decorativos com sugestões neobarrocas e neoclássicas (concheados, albarradas, rosetões, festões em estuque dourado).